# Szojuz T–1
Szojuz T–1 (oroszul: Союз T–1) a szovjet Szojuz 7K–SZT első repülése volt.

## Küldetés
Az űrrepülés célja, berepülni a jelentősen átalakított Szojuz űrhajót, gyakorolni az űrállomáshoz történő automatikus csatlakozás technikáját.

## Jellemzői
Központi tervező iroda CKBEM <= Центральное конструкторское бюро экспериментального машиностроения (ЦКБЕМ)> (OKB-1 <= ОКБ-1>, most OAO RKK Energiya im. SP Korolev <= ОАО РКК Энергия им. С. П. Королёва> – Központi Kísérleti Gépgyártási Tervezőiroda). Az űrhajót kis átalakítással emberes programra, teherszállításra és mentésre (leszállásra) tervezték.
1979. december 16-án a bajkonuri űrrepülőtér indítóállomásról egy Szojuz hordozórakéta (11А511U) juttatta Föld körüli, közeli körpályára. Az orbitális egység pályája 88.6 perces, 51.6 fokos hajlásszögű, elliptikus pálya-perigeuma 201 kilométer, apogeuma 232 kilométer volt. Hasznos tömege 6450 kilogramm. Szerkezeti felépítését tekintve a modernizált Szojuz űrhajó napelemtáblás változatával megegyező. Akkumulátorait az űrállomás/saját napelemtáblái által előállított energiával tartották üzemkész állapotban. December 19-én a második ráközelítéssel automatikusan összekapcsolódott az űrállomással. December 25-én megemelt pályára vitte az űrállomást. 95 napon keresztül történt a kísérleti tesztelés. Összesen 99 napot töltött a világűrben.
Előzetes kísérleti repüléseket végeztek a Koszmosz–670, Koszmosz–772, Koszmosz–869, Koszmosz–1001 és a Koszmosz–1074 űreszközökkel. A Szojuz T űrhajók (modernizált Szojuz űrhajó) kifejlesztésével biztosították az Interkozmosz, a Szovjetunió és kelet-európai országok közös, emberes űrkutatási programjához az embert szállító eszközt, elősegítve a Szaljut űrállomásokra történő alaplegénység váltását, valamint a látogatók fogadását. Új navigációs rendszer került beépítésre, teljes szkafanderes felszerelésben három űrhajóst szállíthat, a beépített nagy teljesítményű, Argon számítógép automatikus segítséget nyújt a csatlakozáshoz, visszatéréshez. A leszálló kabin leválasztható lett az orbitális egységtől, így kisebb tömeget kell visszatérésnél lefékezni.
Március 25-én belépett a légkörbe, a leszállás hagyományos módon – ejtőernyős leereszkedés – történt, a meghatározott körzetben ért Földet.